# Alimmainen Juoksemajärvi
Alimmainen Juoksemajärvi och Ylimmäinen Juoksemajärvi, eller Juoksumajärvet är sjöar i Finland. De ligger i kommunen Enare i landskapet Lappland, i den norra delen av landet, 1 000 km norr om huvudstaden Helsingfors. Juoksumajärvet ligger 137,2 meter över havet. Arean är 39,3 hektar och strandlinjen är 4,59 kilometer lång. Sjön  ingår i Pasvik älvs huvudavrinningsområde. 